# Manado-Flughund

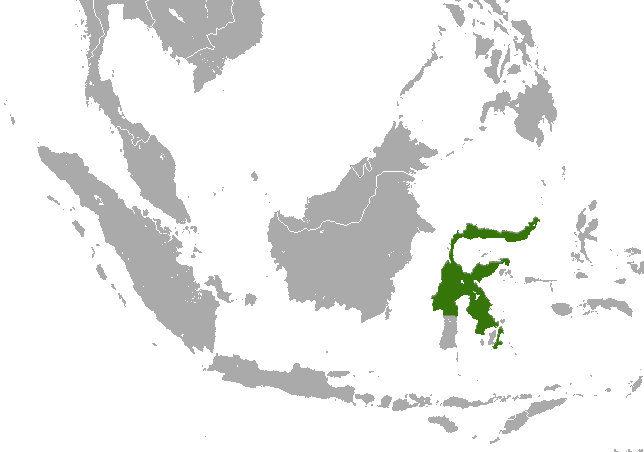
Verbreitungsgebiet des Manado-Flughundes.

Der Manado-Flughund oder Sulawesi-Kurzhaarflughund (Boneia bidens, Syn.: Rousettus bidens) ist eine südostasiatische Flughundart.
Die Art zählt mit einer Kopf-Rumpf-Länge von etwa 138 mm, einer Schwanzlänge von etwa 25 mm sowie einer Unterarmlänge von 94 bis 104 mm zu den größeren Vertretern der Gattung. Das Gewicht beträgt 150 bis 194 g. Die oberen Körperteile sind dunkelbraun bis rotbraun gefärbt, wogegen der Bauch eine hellbraune Farbe besitzt. Bei Männchen kommen zusätzlich eine goldfarbene bis dunkelbraune Mähne an den Schultern und lange Haare am Kehlkopf vor. Der Manado-Flughund unterscheidet sich von anderen Höhlenflughunden in abweichenden Details des Schädelbaus.
Das Verbreitungsgebiet dieses Flughundes ist Sulawesi, mit Ausnahme der südlichen Halbinsel, sowie kleinere benachbarte Inseln. Der Manado-Flughund kommt im Flachland und in Mittelgebirgen zwischen 200 und 1060 Meter Meereshöhe vor. Die Art wurde in Wäldern, in Gebüschflächen und in bewirtschafteten Gebieten gefunden.
Über die Lebensweise ist nur sehr wenig bekannt. Die Individuen ruhen in Höhlen und sind vermutlich zur Echoortung fähig, obwohl sie sich wahrscheinlich wie ihre nahen Verwandten von Nektar und Pollen ernähren. Im Juni und Juli gefangene Weibchen waren mit einem Embryo trächtig.
Der Manado-Flughund wird auf Sulawesi gejagt und als Bushmeat verkauft. Durch Waldrodungen nimmt die Größe des Lebensraums ab. Der Bestand im Nationalpark Bogani Nani Wartabone und in anderen Schutzgebieten ist diesen Bedrohungen weniger ausgesetzt. Die IUCN listet die Art als gefährdet (Vulnerable).